# 혼다 마사노부 (1634년)
혼다 마사노부(일본어: 本多政信, 1634년 ~ 1662년)는 에도 시대 전기의 다이묘로서 야마토 고리야마 신덴번 초대 번주이다. 혼다 가문 마사노부계 시조이다.
야하치로 가문의 혼다 마사노부와는 동음이인이다.
조부는 혼다 다다카쓰, 아버지는 하리마 히메지번 제2대 번주 혼다 마사토모이다.
| 전임 폐번(혼다 가쓰유키) | 제1대 고리야마 신덴번 번주 (혼다 가문 마사노부파, 혼다 마사나가와 분할) 1653년 ~ 1662년 | 후임 혼다 마사사다 |